# پادشاه کوه (ترانه)
«پادشاه از کوه» (به انگلیسی: King of the Mountain) تک‌آهنگی از کیت بوش خواننده/ترانه‌سرای اهل بریتانیا است که در سال ۲۰۰۵ میلادی منتشر شد. این تک‌آهنگ در آلبوم هوایی قرار داشت.